# Web3
Web3 este un protocol pentru o nouă versiune a internetului descentralizată și publică bazată pe blockchain. În Web3, datele nu sunt deținute de entități centralizate, ci sunt partajate între utilizatori. Web3 cuprinde aplicații descentralizate (Dapps) și finanțe descentralizate (DeFi) bazate pe blockchain cum ar fi criptomonede, active și jetoane (NFT). Oricine este capabil să creeze și să se conecteze cu diferite aplicații Dapp fără permisiunea unei entități centrale. Aplicațiile din Web3 fie rulează pe blockchain, rețele descentralizate ale mai multor noduri (servere) peer-to-peer, fie o combinație a celor două care formează un protocol cripto-economic.
Web3 se auto-guvernează, utilizatorii nu accesează internetul prin servicii mediate de Google, Apple, Facebook, Twitter etc, ci își controlează propriile date folosind un singur cont personalizat, dețin și controlează părți ale internetului, având o singură înregistrare publică pe blockchain a întregii activități.  
Termenul Web3 a fost introdus de Vitalic Buterin și Gavin Wood în 2014. Web3 este diferit de Web 3.0 definit de Tim Berners-Lee în conceptul de Web semantic. Web3 include seturi de aplicații API JavaScript (web3.js) și Python (web3.py) pentru funcțiile blockchain.

## Istoric
Prima fază a internetului, Web1 (Web 1.0), a fost în principal despre furnizarea de conținut și informații online. Paginile web personale erau comune, constând în principal din pagini statice găzduite pe servere web administrate de ISP sau pe servicii de găzduire web gratuite. Web1 era în mare parte static și practic permitea utilizatorilor doar să citească informații.
Web2 (Web 2.0) internetul din prezent, este o versiune înbunătațită a Web1. Web 2.0 este în general, asociat cu ascensiunea platformelor de  media și modificarea modului în care sunt proiectate și utilizate paginile Web. Web2 a devenit dinamic, social-participativ, permițând utilizatorilor nu numai să  citească informații, ci și să creeze ei înșiși sau să scrie informații.

## Terminologie
Web3 este diferit de conceptul lui Tim Berners-Lee din 1999 pentru un web semantic. În 2006, Berners-Lee a descris web-ul semantic ca o componentă a Web 3.0, care este diferită de sensul Web3 în contexte legate blockchain.
Termenul „Web3” a fost inventat de către fondatorul Polkadot și co-fondatorul Ethereum, Gavin Wood, în 2014, referindu-se la un „ecosistem online descentralizat bazat pe blockchain”. În 2021, ideea de Web3 a câștigat popularitate. Interesul deosebit a crescut spre sfârșitul anului 2021, în mare parte din cauza interesului pasionaților de criptomonede și a investițiilor de la tehnologi și companii de profil înalt. Directorii de la firma de capital de risc Andreessen Horowitz au călătorit la Washington, D.C., în octombrie 2021, pentru a face lobby pentru ideea ca o potențială soluție la întrebările legate de reglementarea internetului, cu care se confruntă factorii de decizie politică.